# Palazzago
Palazzago är en ort och kommun i provinsen Bergamo i regionen Lombardiet i Italien. Kommunen hade 4 488 invånare (2018).